# Tony Valente
Tony Valente Pereira (Tolosa, 11 ottobre 1984) è un fumettista francese.
È stato il primo autore straniero a pubblicare un manga in Giappone nella collezione Euromanga di Asukashinsha, grazie anche al supporto di autori come Yūsuke Murata e Hiro Mashima.

## Biografia
Nato a Tolosa, a soli 20 anni inizia la pubblicazione della sua prima serie a fumetti, I quattro principi di Ganahan, concludendola in tre anni; fin da subito si inquadrò come uno dei primi autori ad aderire al movimento dei fumettisti "japstyle". Negli anni successivi pubblica due opere in stile manga, Hana Attori e S.P.E.E.D. Angels, a cui si frappongono opere in classico stile franco-belga, Centurion, Spoon & White e Le figlie del sole. Il taglio drastico con la scuola francese avviene nel 2013 con la pubblicazione del primo volume di Radiant, un'opera in tutto e per tutto aderente ai canoni classici dei fumetti giapponesi e che avrà successo anche all'estero e soprattutto in Giappone.

## Opere

### I quattro principi di Ganahan
I quattro principi di Ganahan (Les Quatre Princes de Ganahan) rappresenta la prima opera dell'autore, un fumetto eroico-fantasy. Pubblicato tra 2004 e 2007 da Delcourt, si compone di quattro volumi e narra la storia dei tre principi Shaal, Galin e Filien e il loro scontro con il principe immortale di Ganahan, Althis, il quale sarà possibile sconfiggere solo dopo aver raccolto alcune chiavi sparse per il mondo.

### Le figlie del sole
A Le figlie del sole (Les Filles de Soleil), pubblicato da Soleil Production, Valente collabora tra 2008 e 2013 in tre volumi.

### Hana Attori
Hana Attori è la seconda opera prodotta in solitaria dall'autore: consta di tre volumi (Irréductibles ninjas, Le Village invisible, La Tour des miracles) pubblicati uno per anno tra 2008 e 2010 da Soleil Production. La storia è ambientata nel 1580ed incentrata sul periodo di dominio di Oda Nobunaga. Il villaggio Iga è l'unico a resistergli, composto da irriducibili ninja. La storia si incentra sulla giovane Hana Attori, ancora apprendista ninja.

### S.P.E.E.D. Angels
S.P.E.E.D. Angels, pubblicato sempre da Soleil Production, è stata realizzata da Tony Valente in collaborazione con Didier Tarquin: il primo si occupò dei disegni, il secondo dei testi. La storia si incentra su Jane Blond, agente della SPEED, organizzazione che ha il compito di trattare con mostri ed extraterrestri. Conta in totale 2 volumi (Jour J, Le Carnaval des pantins) pubblicati nel 2012 e nel 2013.

### Radiant
La sua opera principale, pubblicata a partire dal 2013: ad oggi sono stati pubblicati 19 volumi.
In Italia Radiant è pubblicato dalla casa editrice J-pop Manga. In Spagna da Letrablanka. In Germania da Pyramond e in Polonia da Okami.